# 賀陽町
賀陽町（かようちょう）は、岡山県の中央部にあった町。上房郡に属していた。現在は合併で吉備中央町となり、町役場は吉備中央町役場となっている。

## 地理
吉備高原に位置し高原と山林で占められている。町の南部には吉備高原都市があり、産業・福祉・居住の調和が計られた都市計画がなされている。

## 歴史

### 沿革
- 1889年（明治22年）6月1日 - 町村制施行に伴い以下の村が成立。
  - 上房郡
    - 上竹荘村 ← 有津井村、納地村
    - 豊野村 ← 豊野村、稔村
    - 下竹荘村 ← 黒土村、田土村、湯山村
    - 吉川村 ← 吉川村、黒山村

  - 吉備郡
    - 大和村 ← 北村、岨谷村、西村、宮地村
- 1955年（昭和30年）2月1日 - 上房郡上竹荘村・豊野村・下竹荘村・吉川村、吉備郡大和村の5村が合併し町制施行、賀陽町となる。
  - 旧上竹荘村大字有津井は大字上竹と改称。
  - 旧豊野村大字稔は大字竹荘と改称。
- 1970年（昭和45年）5月1日 - 西部の佐与谷地区（大字上竹・西の各一部、旧上竹荘村・大和村域）が高梁市に編入される。
- 2004年（平成16年）10月1日 - 御津郡加茂川町との新設合併により加賀郡吉備中央町となる。同日賀陽町は廃止。

## 大字
現在は吉備中央町の大字として継承されている。
- 豊野（とよの） ： 旧豊野村
- 竹荘（たけしょう） ： 旧豊野村（賀陽町成立時に大字稔から改称）
- 黒土（くろつち） ： 旧下竹荘村
- 田土（たど） ： 旧下竹荘村
- 湯山（ゆやま） ： 旧下竹荘村
- 納地（のうち） ： 旧上竹荘村
- 上竹（かみたけ） ： 旧上竹荘村（賀陽町成立時に大字有津井から改称）
- 吉川（よしかわ） ： 旧吉川村
- 黒山（くろやま） ： 旧吉川村
- 北（きた） ： 旧大和村
- 岨谷（すわたに） ： 旧大和村
- 宮地（みやち） ： 旧大和村
- 西（にし） ： 旧大和村

## 教育

### 小学校
- 賀陽町立上竹荘小学校
- 賀陽町立豊野小学校
- 賀陽町立下竹荘小学校
- 賀陽町立吉川小学校
- 賀陽町立大和小学校

### 中学校
- 賀陽町立竹荘中学校
- 賀陽町立吉川中学校
- 賀陽町立大和中学校

上記各校とも現在は吉備中央町立となっている。

### 高等学校
- 岡山県立吉備北陵高等学校（2008年3月2日閉校）

## 交通

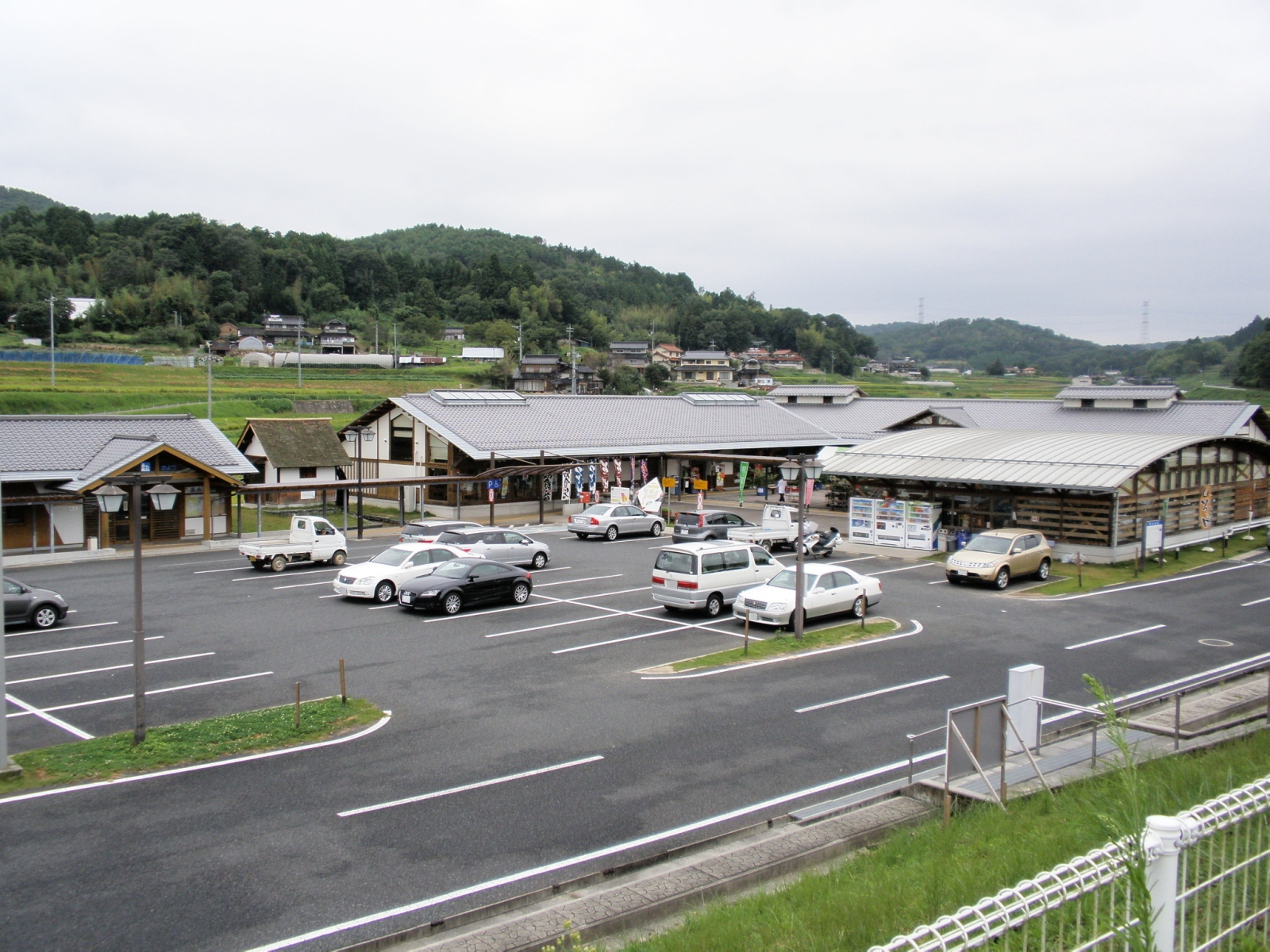
道の駅かよう

- 町内を走る高速道路 ： 岡山自動車道 - 賀陽IC
- 町内を走る一般国道 ： 国道484号
- 町内を走る県道
  - 岡山県道31号高梁御津線
  - 岡山県道57号総社賀陽線
  - 岡山県道72号岡山賀陽線
  - 岡山県道78号長屋賀陽線
  - 岡山県道156号賀陽有漢線
  - 岡山県道305号黒土北線
  - 岡山県道306号賀陽種井線
  - 岡山県道307号吉川槙谷線
  - 岡山県道369号尾原賀陽線
  - 岡山県道472号槙谷北線
- 道の駅 ： かよう

## 名所・旧跡・観光スポット
- 吉川八幡宮